# اندير غيفارا
اندير غيفارا (بالإسبانية: Ander Guevara) (7 يوليو 1997 بفيتوريا-غاستيز في إسبانيا - ) هو لاعب كرة قدم إسباني في مركز الوسط. لعب مع ريال سوسيداد ب وريال سوسيداد ج.

## روابط خارجية
- اندير غيفارا على موقع قاعدة بيانات كرة القدم.إي يو (الإنجليزية)
- اندير غيفارا على موقع ليكيب (الفرنسية)
- اندير غيفارا على موقع Soccerway.com (الإنجليزية)
- اندير غيفارا على موقع عالم كرة القدم.نت (الإنجليزية)